# Amt Liblar
Das Amt Liblar war ein Amt im Kreis Euskirchen in der preußischen Rheinprovinz und in Nordrhein-Westfalen. Es ging aus der Bürgermeisterei Liblar hervor. Das Gebiet des Amtes gehört heute zur Stadt Erftstadt im Rhein-Erft-Kreis.

## Bürgermeisterei Liblar
Das Gebiet des späteren Amtes gehörte bis zur Franzosenzeit zum Kurfürstentum Köln. Von 1798 bis 1814 standen alle linksrheinischen Gebiete unter französischer Herrschaft. Während dieser Zeit wurde nach französischem Vorbild die Mairie Liblar eingerichtet, die zum Kanton Lechenich im Arrondissement Köln des Rur-Departements gehörte. Nachdem das Rheinland 1814 an Preußen gefallen war, wurde aus der Mairie die preußische Bürgermeisterei Liblar, die 1816 zum neuen Kreis Euskirchen kam. Sie umfasste drei Landgemeinden:
- Bliesheim
- Kierdorf
- Liblar

## Amt Liblar
Am Ende des Jahres 1927 wurde die Bezeichnung aller rheinischen Landbürgermeistereien in „Amt“ geändert. Die Bürgermeisterei Liblar hieß nun Amt Liblar. Das Amt Liblar wurde am 1. Juli 1969 durch das Gesetz zur Neugliederung des Landkreises Euskirchen aufgelöst. Seine drei Gemeinden wurden in die neue Stadt Erftstadt eingegliedert, die dem neuen Rhein-Erft-Kreis (bis 2003 Erftkreis) zugeschlagen wurde.

## Einwohnerentwicklung
| Jahr | Einwohner | Quelle |
| ---- | --------- | ------ |
| 1843 | 02.283    | [ 2 ]  |
| 1871 | 02.493    | [ 3 ]  |
| 1885 | 02.704    | [ 4 ]  |
| 1910 | 04.895    | [ 5 ]  |
| 1925 | 07.054    | [ 6 ]  |
| 1939 | 07.433    | [ 7 ]  |
| 1950 | 09.609    | [ 8 ]  |
| 1961 | 11.355    | [ 8 ]  |

## Bürgermeister
- 1800–182700Jacob Maria Fischer
- 1827–184000Johann Joseph Curt
- 1840–184100Graf Levin von Wolff-Metternich
- 1841–185900Theodor Winterschladen
- 1859–187500Johann Kiel
- 1875–190800Franz Busbach
- 1909–191200Joseph Dresen
- 1913–192900Wilhelm Broekmann
- 1930–194500Hugo ten Hövel
- 1945–194600Joseph Hündgen
- 1946–195000Johann Arenz
- 1950–195500Joseph Ebertz
- 1955–195600Josef Misgeld
- 1956–195800Franz Lehnen
- 1958–196900Franz Rüth[9]

(ab 1928 Amtsbürgermeister)